# Patrick Wilson (hudebník)
Patrick George Wilson (* 1. února 1969) je americký hudebník. V roce 1992 spoluzaložil skupinu Weezer, ve které působí převážně jako bubeník, ale hraje také na kytaru. Později krátce hrál se skupinou The Rentals, rovněž jako bubeník, a od roku 1996 vede vlastní projekt The Special Goodness, ve kterém hraje na různé nástroje. V roce 2006 ztvárnil Johna Calea ve filmu Warholka; hrál zde i jeho kolega z Weezer Brian Bell.